# Kirchham (Austria)
Kirchham è un comune austriaco di 2 036 abitanti nel distretto di Gmunden, in Alta Austria.